# Kovalam

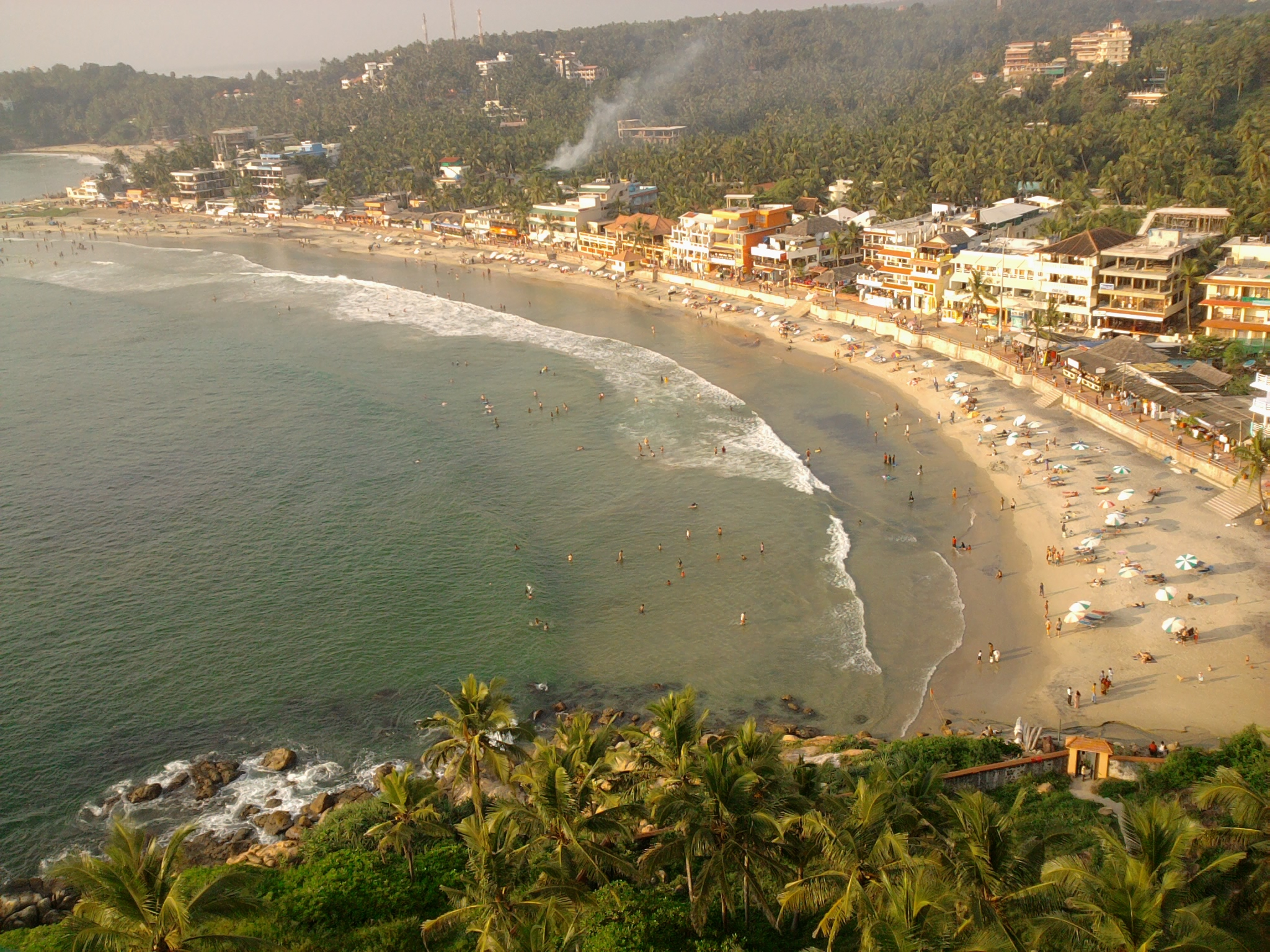
Panorama di Kovalam.

Kovalam è una località balneare urbana affacciata sul Mar Arabico, a Thiruvananthapuram, nello stato federato del Kerala, in India, a circa 16 km dal centro urbano. La triplice spiaggia, conosciuta a livello internazionale, è a forma di mezzaluna. Il nome deriva da un boschetto di palma da cocco qui in origine ubicato e, fedele al suo nome, il paesaggio offre uno spettacolo senza fine di alberi di cocco.

## Storia

Turiste che prendono il sole a Kovalam.

Kovalam ha ricevuto per la prima volta una particolare attenzione quando la reggente Maharani (moglie del Maharaja) Sethu Lakshmi Bayi (1895-1985) di Travancore ebbe costruito qui il proprio personale stabilimento balneare, di fronte al Castello di Halcyon di sua proprietà, verso la fine degli anni '20. In seguito, il luogo è stato riportato all'attenzione del pubblico con il nipote, l'ultimo Maharaja di Travancore Chithira Thirunal Balarama Varma..
Gli ospiti europei dell'allora "Reghno di Travancore" hanno così avuto modo di scoprire le potenzialità della spiaggia di Kovalam come destinazione turistica già durante gli anni '30. Tuttavia, il sito è salito alla ribalta nei primi anni Settanta con gli arrivi delle masse di Hippy nel loro cammino verso Ceylon facente parte del percorso hippy. Questo esodo ha prodotto in tal modo la trasformazione di un anonimo villaggio di pescatori del Kerala in una delle mete turistiche più importanti in tutta l'India.

## Geografia

### Spiagge

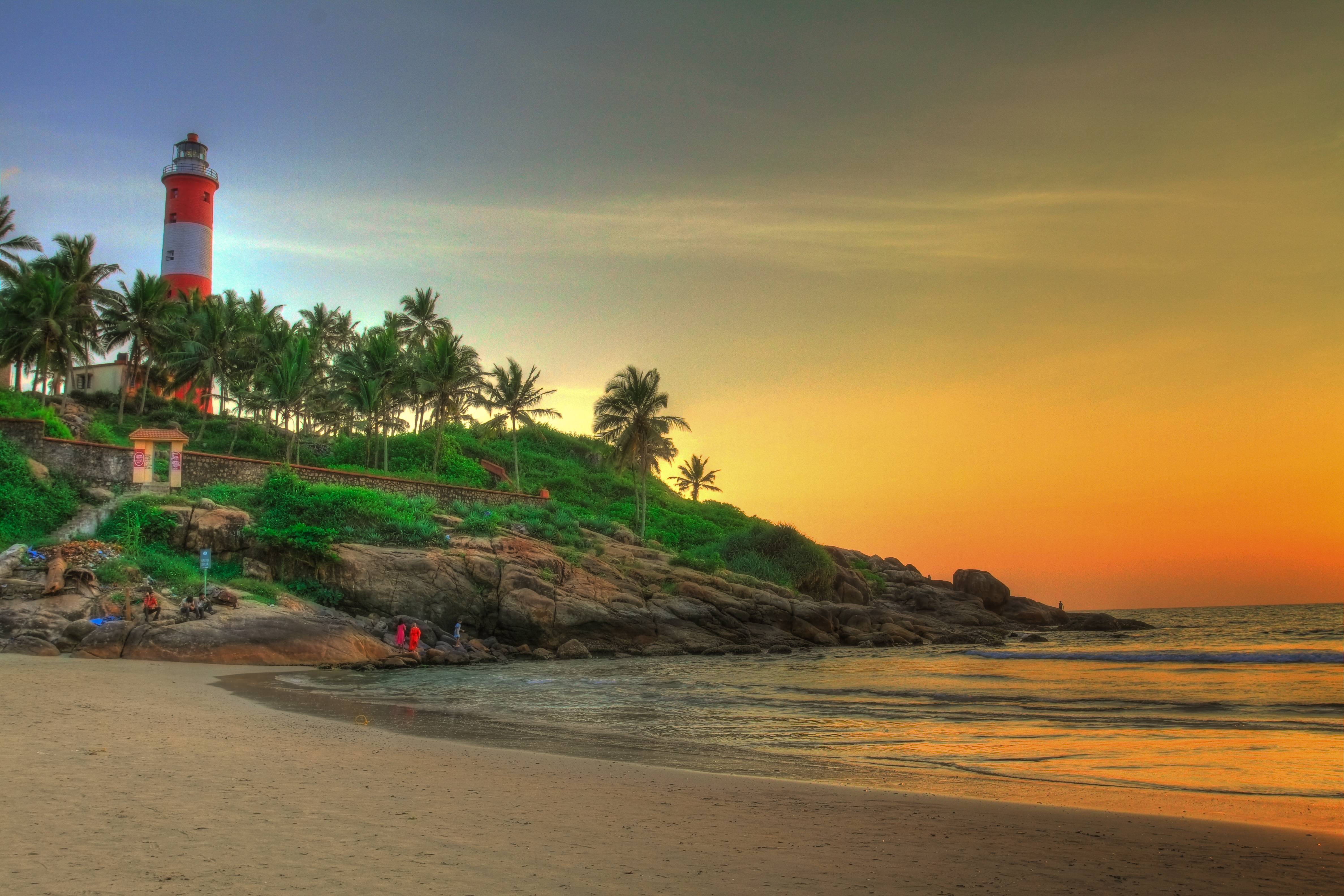
La "Lighthouse Beach", con il faro sullo sfondo.

Kovalam ha tre spiagge separate da affioramenti rocciosi lungo tutti i suoi 17 km di costa; queste, messe insieme, formano la famosa mezzaluna della spiaggia di Kovalam.
- Lighthouse Beach

La spiaggia più a sud, la Lighthouse Beach, è anche la più frequentata dai turisti. Essa ha ricevuto il nome dal vecchio "Vizhinjam Lighthouse", un faro-torretta situato sulla cima della collinetta Kurumkal a 35 m dal terreno; il faro, costruito in pietra, è colorato in fasce rosse e bianche e gode di un'altezza di ben 118 metri. I fasci intermittenti di luce che emana durante la notte donano alla spiaggia un fascino soprannaturale.

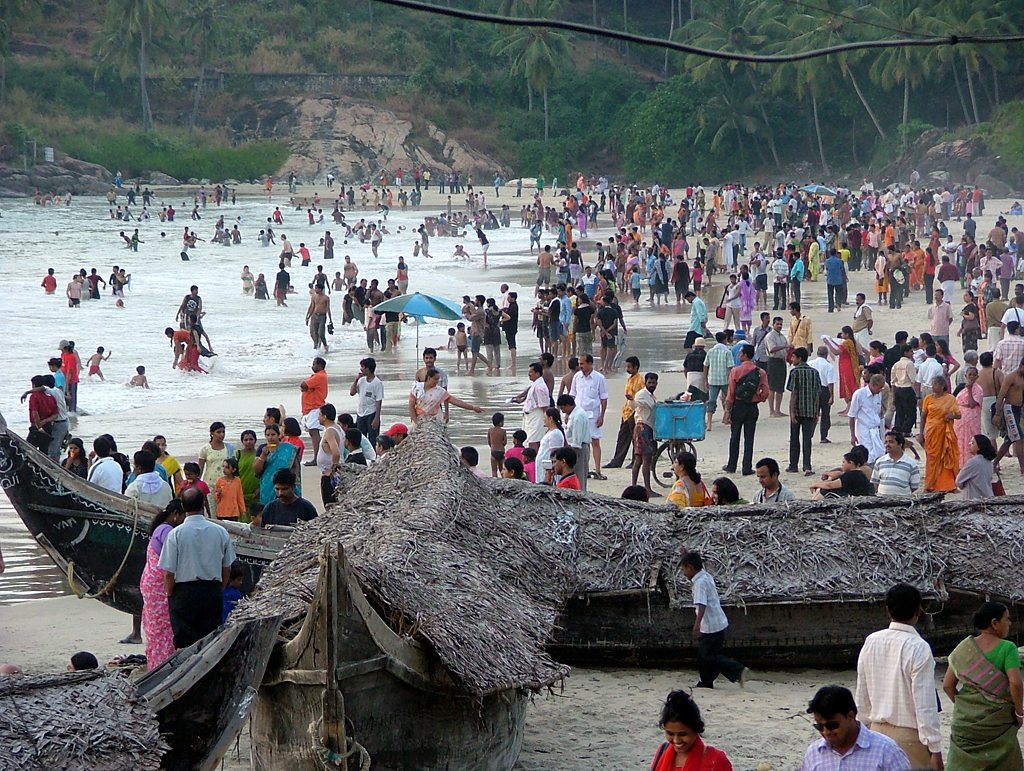
Folla ad "Hawah Beach".

- Hawah Beach

La "spiaggia di Eva", più conosciuta come Hawa Beach, fin dalle prime ore del giorno, è un luogo di frenetica attività con i pescatori che s'apprestano a partire per mare. Con un alto promontorio di roccia e una baia tranquilla di acque blu. È stata così chiamata a causa delle donne europee in topless che qui durante gli anni '70 e '80 prendevano l'abbronzatura.

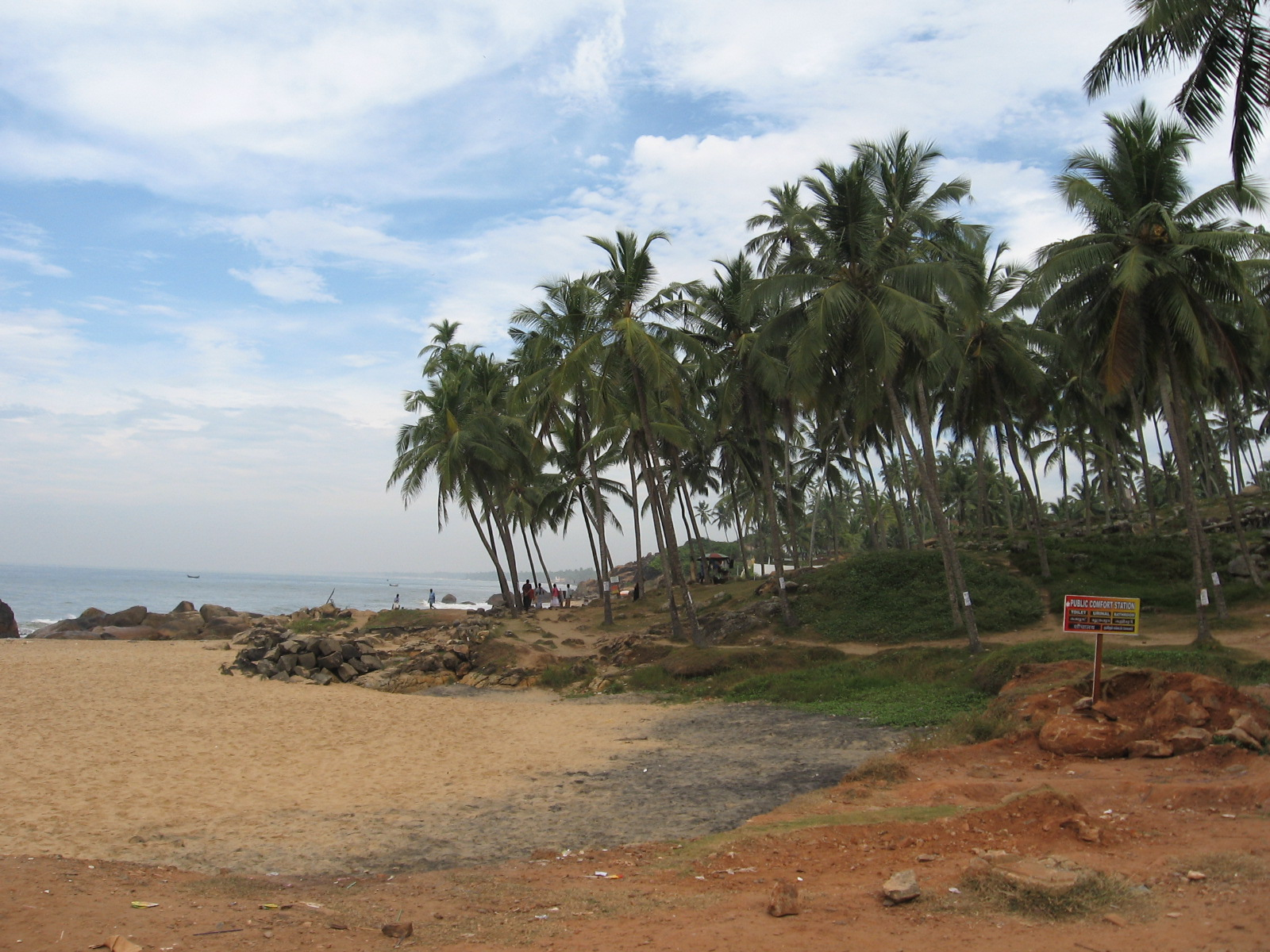
Scorcio di "Samudra Beach".

- Samudra Beach

Un grande promontorio separa questa parte dal lato sud. Samudra Beach non ha turisti o attività lavorative che la affollano. Solo qualche pescatore locale esercita il proprio mestiere su questa parte della riva vendendo i suoi prodotti.
Una deviazione passa da Kovalam per giungere attraverso un bivio su Samudra Beach, che è a nord dell'ultimo lembo di spiaggia denominato "Ashoka Beach". Si ha la possibilità di camminare lungo la costa marina per molti km, alla vista delle onde che si frangono sugli scogli che sembrano fare da ancoraggio. Le acque poco profonde che si estendono per centinaia di metri sono ideali per nuotare. Le spiagge sono interamente ricoperte da palme da cocco e sono piene di negozi che offrono tutti i tipi di beni e di servizi.
Le sabbie sulle spiagge di Kovalam sono parzialmente di colore nero per la presenza di ilmenite e monazite. La normale stagione turistica va da settembre a maggio.

### Strutture turistiche
Ci sono un gran numero di località balneari in ed intorno a Kovalam. Il porto marittimo di Vizhinjam si trova a circa 3 km ed è famoso per le sue particolari varietà di pesci, gli antichi templi indù, le grandi chiese e la presenza di una moschea.
Kovalam è stato, come detto, tra i più importanti luoghi turistici in India durante l'epoca degli hippy. Ha ancora uno status elevato tra i turisti, che arrivano soprattutto dall'Europa e Israele; ha trovato inoltre un nuovo significato alla luce dei diversi saloni di ayurveda che sono stati aperti, oltre ai resort che offrono una vasta gamma di trattamenti per i visitatori.

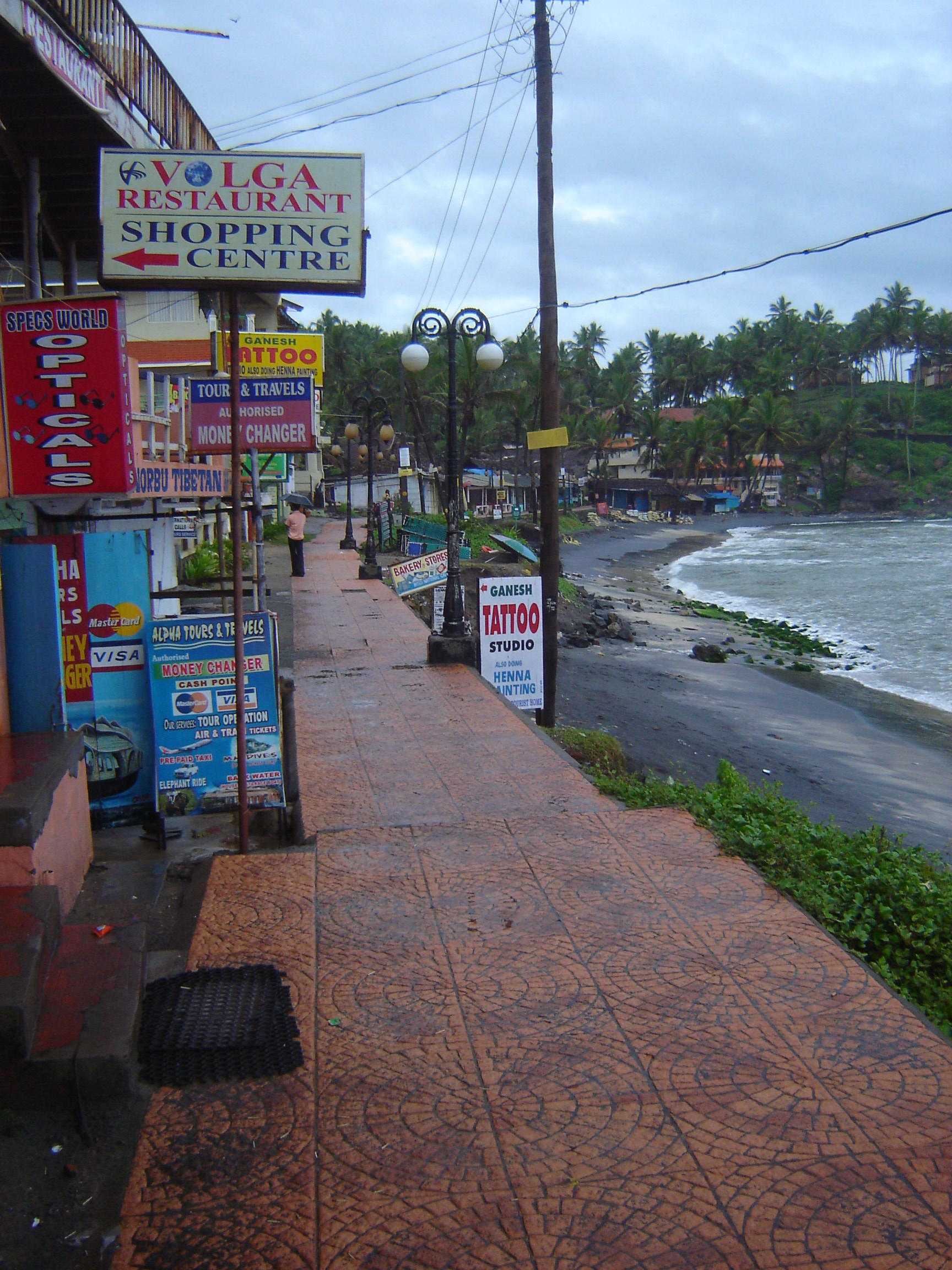
Vista del lungomare di Kovalam.